# Isabelle Andersson
Isabelle Andersson (* 12. März 2000 in Stockholm) ist eine schwedische Handballspielerin, die dem Kader der schwedischen Nationalmannschaft angehört.

## Karriere

### Im Verein
Andersson erlernte das Handballspielen beim schwedischen Verein Sorunda IF. Mit Sorunda gewann sie zweimal die schwedische Jugendmeisterschaft. Im Jahr 2017 wechselte die Rückraumspielerin zum schwedischen Zweitligisten Spårvägens HF. Ein Jahr später schloss sie sich dem Erstligisten Skuru IK an. Nach einer Saison wechselte sie zum Ligakonkurrenten H 65 Höör. In der Spielzeit 2020/21 belegte sie mit 142 Treffern den zweiten Platz in der Torschützenliste der Svensk HandbollsElit. In derselben Saison unterlag sie mit Höör im Finale um die schwedische Meisterschaft gegen ihren ehemaligen Verein Skuru IK. In der Saison 2023/24 stand sie beim deutschen Bundesligisten SG BBM Bietigheim unter Vertrag. Mit Bietigheim gewann sie 2024 die deutsche Meisterschaft. Bevor Andersson im Sommer 2024 den Verein verlassen hatte, zog sie sich im April 2024 einen Kreuzbandriss zu. Nachdem Andersson ab dem Saisonende 2023/24 vertragslos gewesen war, kehrte sie nach ihrer Verletzungspause im Februar 2025 zu H 65 Höör zurück. Mit H 65 Höör gewann sie 2025 den schwedischen Pokal.

### In der Nationalmannschaft
Isabelle Andersson lief anfangs für die schwedische Jugend- sowie für die Juniorinnennationalmannschaft auf. Mit diesen Auswahlmannschaften nahm sie an der U-17-Europameisterschaft 2017, an der U-18-Weltmeisterschaft 2018 und an der U-19-Europameisterschaft 2019 teil. Bei der U-18-WM wurde sie in das All-Star-Team berufen.  Andersson bestritt am 28. November 2020 ihr Debüt für die schwedische A-Nationalmannschaft gegen Ungarn. Sie wurde in das schwedische Aufgebot für die Olympischen Spiele in Tokio berufen. Andersson zog sich nur wenige Tage vor dem Beginn des olympischen Turnieres eine Kreuzbandverletzung zu, wodurch eine Teilnahme an der Olympiade nicht möglich war.